# Always (Blink-182)
Always è un singolo del gruppo musicale statunitense Blink-182, pubblicato il 1º novembre 2004 come quarto estratto dal quinto album in studio Blink-182.

## Descrizione
Decima traccia dell'album, per il finale di Always canzone sono stati utilizzati quattro differenti bassi elettrici: un Fender Bass VI, due Fender Precision Bass e un Roland Synth Bass.

## Video musicale
Il videoclip, diretto da Joseph Khan, mostra i componenti del gruppo alle prese per la conquista di una ragazza, interpretata dalla cantante australiana Sophie Monk, ai tempi la compagna del batterista Travis Barker. Le telecamere suddividono orizzontalmente lo schermo in tre parti e in ogni sezione viene narrata la vicenda di uno dei tre componenti alle prese con la ragazza, che alla fine sceglie Barker.

## Tracce
1. Always – 4:11
2. I Miss You (Live in Minneapolis) – 3:58
3. The Rock Show (Live in Minneapolis) – 3:37

## Formazione
- Mark Hoppus – voce, basso
- Tom DeLonge – voce, chitarra
- Travis Barker – batteria